# Aonikenk
Els aonikenk (aónik'enk, patagons, chewelches o txeweltxes) són un poble indígena de l'Argentina i Xile que viu entre l'estret de Magallanes i el riu Santa Cruz; parlen el aonek'o 'a'jen.
Són els més australs dels tehueltxes, un grup més extens que ocupa entre La Pampa i la Terra del Foc, grups que els maputxes van anomenar inicial pueltxes (un sub grup foren el tehueltxes) però després la denominació de tehueltxes es va generalitzar. S'organitzaven en grups de caçadors-recol·lectors. El contacte amb els colonitzadors europeus i la introducció del cavall al segle XVII va suposar grans canvis en el seu mode de vida, i finalment les grans explotacions de pastura i les malalties contagioses van provocar la seva desaparició de Xile cap al 1905. Darrerament s'ha proposar el nom kenk (gent) per designar al grup tehueltxe, i el nom aonikenk per designar als tehueltxes propis o patagons.